# Estanzuela, Encarnación de Díaz
Estanzuela är en ort i Mexiko.   Den ligger i kommunen Encarnación de Díaz och delstaten Jalisco, i den centrala delen av landet, 400 km nordväst om huvudstaden Mexico City. Estanzuela ligger 1 861 meter över havet och antalet invånare är 120.
Terrängen runt Estanzuela är platt åt sydväst, men åt nordost är den kuperad. Runt Estanzuela är det ganska glesbefolkat, med 39 invånare per kvadratkilometer. Närmaste större samhälle är Encarnación de Díaz, 9,3 km söder om Estanzuela. I omgivningarna runt Estanzuela växer huvudsakligen savannskog.